# Francesco Scalia
Francesco Scalia (Picinisco, 6 dicembre 1962) è un politico italiano, presidente della Provincia di Frosinone dal 13 giugno 1999 al 21 giugno 2009.
È stato senatore della Repubblica durante la XVII legislatura della Repubblica Italiana.

## Biografia
Laureato in giurisprudenza, è stato un esponente della Democrazia Cristiana, segretario provinciale e membro della direzione regionale. Nel 1994, con lo scioglimento della DC, ha aderito alla rinascita del Partito Popolare Italiano di Mino Martinazzoli, diventando consigliere nazionale.
Eletto sindaco di Ferentino con elezioni amministrative del 1996, in occasione delle amministrative del 1999 si è candidato a Presidente della Provincia di Frosinone per una coalizione di centro-sinistra venendo eletto al primo turno con il 55,8% dei voti. Nel 2002 ha aderito alla Margherita di Francesco Rutelli. 
Alle amministrative del 2004 è stato riconfermato per un secondo mandato da Presidente della Provincia di Frosinone, con il 56,5% dei voti al primo turno.
Nel 2009 è stato nominato assessore con deleghe alle Risorse Umane, al Demanio e al Patrimonio nella Giunta regionale del Lazio presieduta da Piero Marrazzo. L'anno successivo, si è candidato alle elezioni regionali nel Lazio del 2010 col PD venendo eletto nella circoscrizione di Frosinone con 20.452 preferenze.
Alle elezioni politiche del 2013 è stato eletto al Senato della Repubblica tra le liste del PD nella circoscrizione Lazio. Nel corso della XVII legislatura Italiana è stato membro della: 9ª Commissione Agricoltura e produzione agroalimentare, 10ª Commissione Industria, commercio, turismo, Consiglio di garanzia e Commissione parlamentare per l'indirizzo generale e la vigilanza dei servizi radiotelevisivi.
Si è dichiarato contrario alla riforma delle province italiane ad opera di Graziano Delrio, che le ha cancellate, trasformandole in enti di secondo grado e sostituite con le Città metropolitane.